# 拉布尔加德
拉布尔加德（法語：Labourgade，法語發音：[labuʁɡad]）是法国南部-比利牛斯大区塔恩-加龙省的一个市镇，属于卡斯泰尔萨拉桑区。

## 地理
拉布尔加德（43°56'59"N, 1°6'4"E）面积5.49 平方千米，位于法国奧克西塔尼大區塔恩-加龙省，该省份为法国西南部内陆省份，北起顺时针与洛特省、阿韦龙省、塔恩省、上加龙省、热尔省和洛特-加龙省接壤。
与拉布尔加德接壤的市镇（或旧市镇、城区）包括：科尔德托洛萨讷、加尔冈维拉、拉菲特、拉拉泽、蒙塔安。

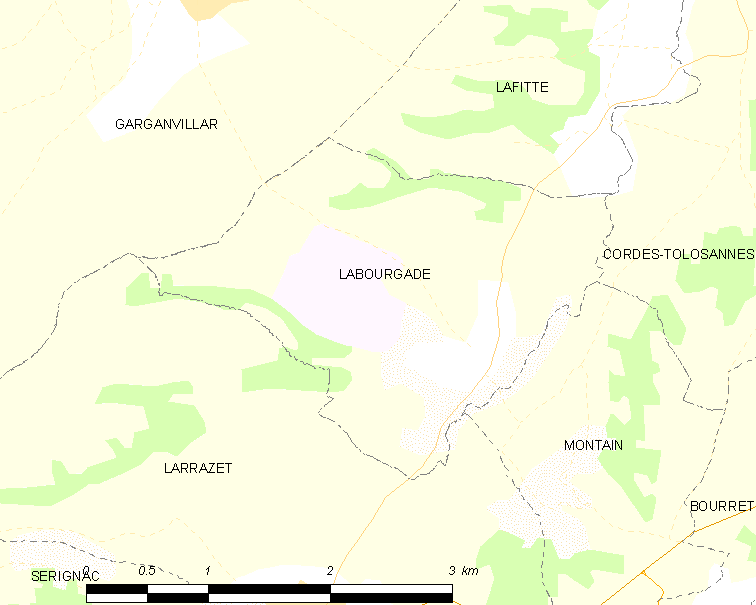
拉布尔加德的OSM定位图

拉布尔加德的时区为UTC+01:00、UTC+02:00（夏令时）。

## 行政
拉布尔加德的邮政编码为82100，INSEE市镇编码为82081。

## 政治
拉布尔加德所属的省级选区为博蒙德洛马涅县。

## 人口

1962-2008年间拉布尔加德人口变化图示

拉布尔加德于2022年1月1日时的人口数量为162人。